# Arturo Uslar Pietri
Arturo Uslar Pietri (ur. 16 maja 1906 w Caracas, zm. 26 lutego 2001 tamże) – wenezuelski pisarz, poeta i publicysta, redaktor naczelny dziennika „El Nacional”, dyplomata i polityk, wielokrotny minister, senator (1958) oraz reprezentant Wenezueli w Lidze Narodów i UNESCO.
Najsłynniejsza powieść Las lanzas coloradas (1931) o tematyce historycznej, ponadto m.in. El camino de El Dorado (1947), Oficio de difuntos (1976), La visita en el tiempo (1990); w opowiadaniach (m.in. zbiór Treinta cuentos 1969, wybór polski Czerwony jastrząb 1975) dominowała tematyka kreolska i folklor; ponadto poezje, sztuki teatralne, szkice krytycznoliterackie.

## Odznaczenia, nagrody i wyróżnienia
Odznaczenia (lista niepełna)
- Wielka Wstęga Orderu Oswobodziciela (1941, Wenezuela)
- Krzyż Wielki Orderu Francisco de Miranda (Gran Cruz Orden Francisco de Miranda, 1973, Wenezuela)
- Krzyż Wielki Orderu Maja (Gran Cruz Orden de Mayo, 1978, Argentyna)
- Komandor Orderu Maja (Comendador Orden de Mayo, 1972, Argentyna)
- Wielki Oficer Orderu Kondora Andów (1943, Boliwia)
- Komandor Orderu Rio Branco (Comendador Orden Río Branco, 1973, Brazylia)
- Krzyż Wielki Orderu Legii Honorowej (1990 Francja)
- Wielki Oficer Orderu Zasługi (1965, Francja)
- Krzyż Wielki Orderu Izabelli Katolickiej (1984, Hiszpania)
- Krzyż Wielki Orderu Boyacá (1952, Kolumbia)
- Gwiazda Orderu Orła Azteckiego (1974, Meksyk)
- Order Rubéna Dario (Nikaragua)
- Krzyż Wielki Orderu Infanta Henryka (1986, Portugalia)[1]
- Wielki Oficer Orderu Zasługi Republiki Włoskiej (1965)

Nagrody (lista niepełna)
- Premio Maria Moors Cabot (1972)[2]
- Premio Nacional de Literatura za nowelę La isla de Robinsón (1982)
- Premio Rafael Heliodoro Valle (1988)
- Nagroda Księcia Asturii (Premio Príncipe de Asturias de las Letras, 1990, Hiszpania)[3]
- Premio Rómulo Gallegos za nowelę La visita en el tiempo (1991)
- Premio Internacional Alfonso Reyes (1998)

Doktoraty honoris causa
- University of Puerto Rico w San Juan (1940)
- Universidad Central de Venezuela (1956)
- Université de Paris X Nanterre (1979)
- Universidad Simón Bolivar w Caracas (1984)
- Universidad de los Andes w Méridzie (1985)